# Amtshaus Motten

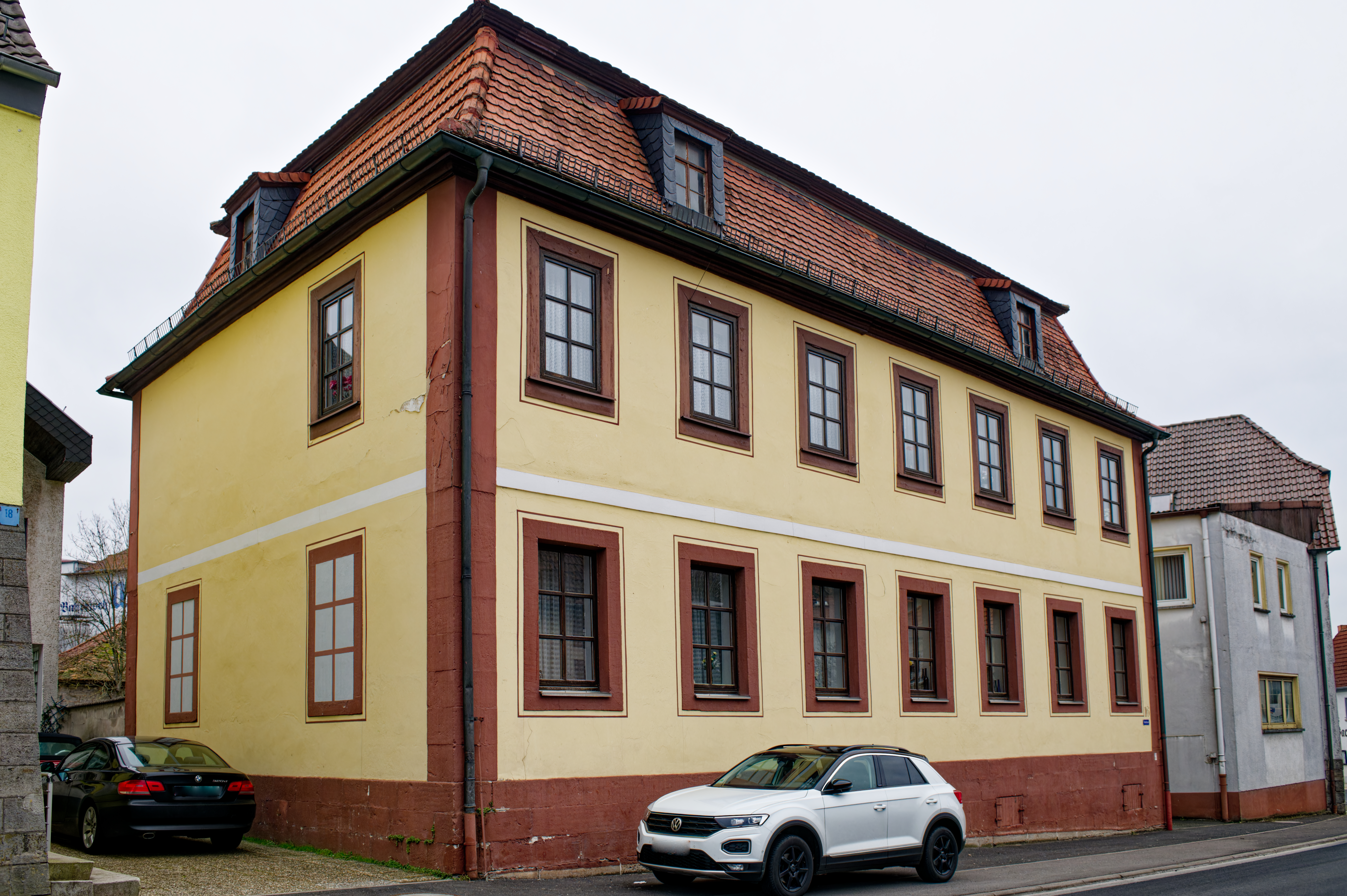
Brücknauer Straße 16 in Motten

Das Amtshaus Motten in Motten im Landkreis Bad Kissingen war ein Amtssitz des Hochstiftes Fulda.

## Geschichte
1789 erbaut im Auftrag Adalbert III. von Harstalls war das Amtshaus Sitz eines Fuldischen Oberamtmannes. Als Amt Motten des Hochstiftes Fulda wurde Motten 1803 zugunsten des Erzherzogs Ferdinand von Oranien säkularisiert und fiel 1806 als Teil der „province de Fulde“ an Frankreich (ab 1810 ein Departement des Großherzogtums Frankfurt des Fürstprimas von Dalberg). Es wurde 1815 auf dem Wiener Kongress Österreich zugesprochen. Seit dem Münchner Vertrag 1816 gehört der Ort zu Bayern.
Der zweigeschossige barocke Rechteckbau mit Walmdach und verbautem Treppenturm war in der Folge Gericht und Forstamt. Es ist heute im Besitz der örtlichen Brauerei.